# Ca2+ transportujuća ATPaza
2+ transportujuća ATPaza (EC 3.6.3.8, ATPaza sarkoplazmičnog retikuluma, 2+-ATPaza sarko(endo)plazmičnog retikuluma, kalcijumska pumpa, Ca2+-pumpajuća ATPaza, plazmeno membranska Ca-ATPaza) je enzim sa sistematskim imenom ATP fosfohidrolaza (Ca2+ transport). Ovaj enzim katalizuje sledeću hemijsku reakciju
ATP + 2O + Ca2+ [side 1] {\displaystyle \rightleftharpoons } ADP + fosfat + Ca2+ [side 2]
Ova P-tip ATPaza podleže kovalentnoj fosforilaciji tokom transportnog ciklusa.

## Literatura
- Nicholas C. Price; Lewis Stevens (1999). Fundamentals of Enzymology: The Cell and Molecular Biology of Catalytic Proteins (Third изд.). USA: Oxford University Press. ISBN 019850229X.
- Eric J. Toone (2006). Advances in Enzymology and Related Areas of Molecular Biology, Protein Evolution (Volume 75 изд.). Wiley-Interscience. ISBN 0471205036.
- Branden C; Tooze J. Introduction to Protein Structure. New York, NY: Garland Publishing. ISBN 0-8153-2305-0.
- Irwin H. Segel. Enzyme Kinetics: Behavior and Analysis of Rapid Equilibrium and Steady-State Enzyme Systems (Book 44 изд.). Wiley Classics Library. ISBN 0471303097.

## Spoljašnje veze
- Ca2+-transporting+ATPase на 